# Traité d'Aix-la-Chapelle (1748)
Pour les articles homonymes, voir Traité d'Aix-la-Chapelle.

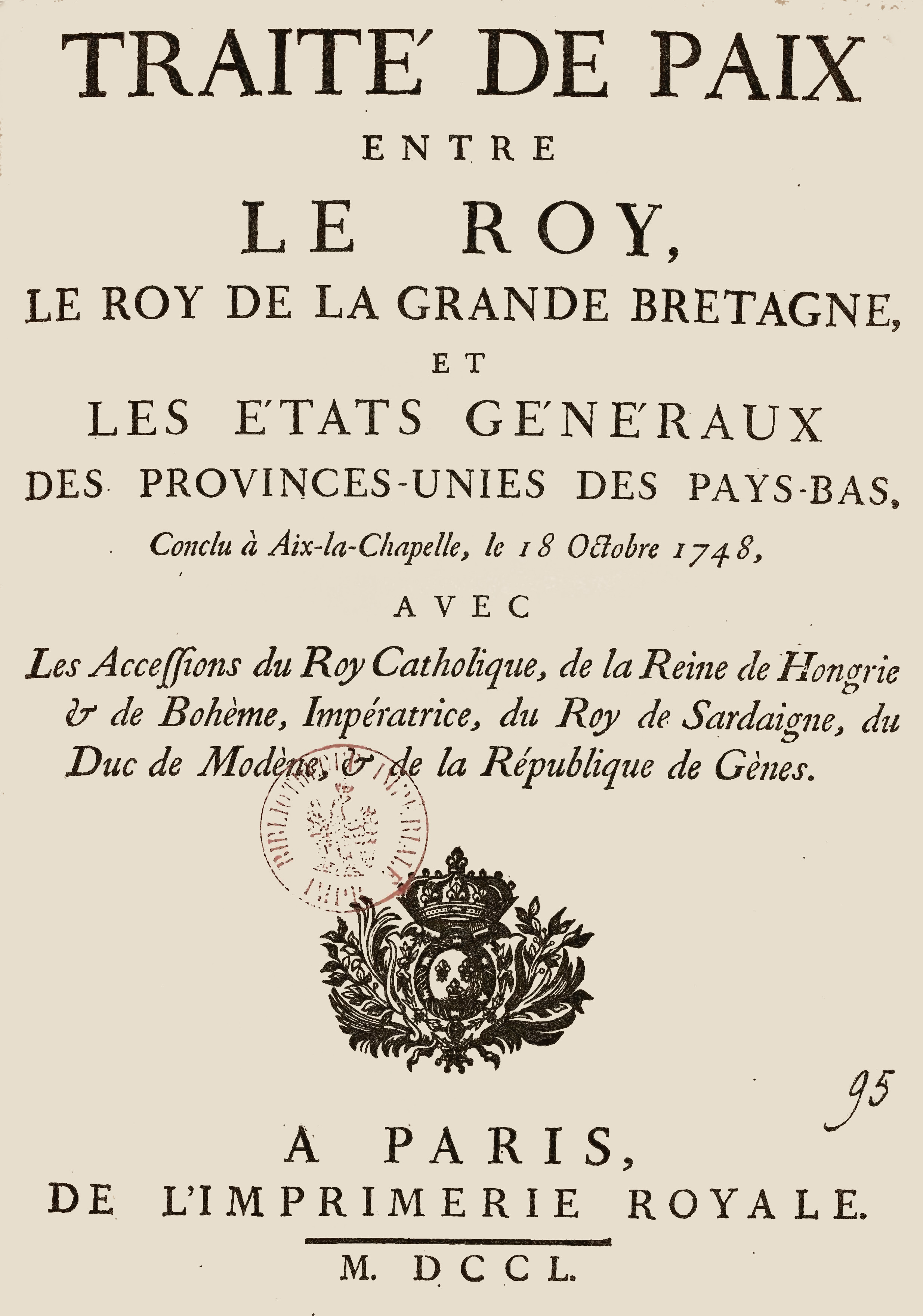
Exemple de traité imprimé en dehors des chancelleries.

Le second traité d'Aix-la-Chapelle (ou paix d'Aix-la-Chapelle) fut signé à l'issue du congrès d'Aix-la-Chapelle, réuni dans cette ville depuis le mois de mars 1748 et qui met fin à la guerre de Succession d'Autriche, dont les négociations ont duré du 24 avril au 18 octobre 1748. Il voit l'émergence d'une nouvelle puissance non signataire (au niveau fédéral du Saint-Empire), la Prusse.

## Textes des traités
On parle du second traité d'Aix-La-Chapelle mais il existe plusieurs instruments internationaux à classer sous ce vocable : un traité préparatoire (30 avril 1748), le texte final signé entre les trois puissances, la France, la Grande-Bretagne et les Provinces-Unies (du 2 août, signé le 18 octobre 1748), l'accession au traité par la Sardaigne, l'Espagne, la république de Gênes, le duché de Modène, des textes qui conditionnent l'existence, dans l'ordre international ou interne, du traité et l'existence de clauses secrètes et séparées, des conventions d'exécution (Nice et Bruxelles…) qui permettent d'appliquer les clauses du traité, notamment en matière de prisonniers et de dommages.

## Termes et conditions
À la suite des conférences de Bréda, les royaumes de France et de Grande-Bretagne furent les deux des trois puissances signataires qui réussirent à imposer leurs vues aux termes des négociations, les autres ne faisant que suivre ou s'incliner face à leurs décisions.
Le traité d'Aix-la-Chapelle est un traité de paix définitif contenant 24 articles et deux articles séparés. Les clauses sont diverses et concernent tant les cessions territoriales, que les prisonniers, les prises de guerre et les dommages de guerre.
Les termes du traité sont :
- la restitution générale des conquêtes, c'est-à-dire Louisbourg à la France, Madras à la Grande-Bretagne et les places fortes de la Barrière aux Provinces-Unies, et surtout restitution par la France des Pays-Bas du Sud à l'Autriche ;
- la restitution à l'archiduché d'Autriche les possessions de Marie-Thérèse sauf le duché de Parme, Plaisance et Guastalla où s'était éteinte la dynastie des Farnèse, qui était inféodé à l'empire sous la tutelle de la France et de l'Espagne ;
- la restauration du duché de Modène et de la république de Gênes dans leur situation statu quo ante ;
- la reconduction en faveur de la Grande-Bretagne du contrat d’asiento (le droit d'envoyer un vaisseau chaque année dans les colonies espagnoles) ;
- la reconnaissance de la possession du duché de Silésie et du comté de Glatz par le royaume de Prusse (confirmation du traité de Breslau).

## Conséquences politiques et militaires du traité en Europe
Pendant le conflit, les systèmes d'alliance franco-prussienne et anglo-autrichienne avaient démontré leur fragilité. En dehors de la Prusse qui apparaissait comme le principal bénéficiaire en incorporant la Silésie au royaume, la paix ne satisfaisait personne. Les Français avaient le sentiment de « s'être battus pour le roi de Prusse », les litiges commerciaux et coloniaux entre la Grande-Bretagne, la France et l'Espagne n'étaient pas réglés, l'Autriche sauvait la couronne impériale, mais perdait la Silésie et sa prépondérance en Allemagne et en Italie. Le royaume d'Espagne émit plus tard des objections aux clauses concernant l'asiento, et le traité de Madrid traita ce point, la Grande-Bretagne y renonçant pour la somme de 100 000 livres.
Rien n'était réglé. Le traité n'établissait pas une paix stable et la guerre de Sept Ans apparaît comme une suite logique au conflit.
Le traité d'Aix-la-Chapelle a cependant été célébré en France et en Grande-Bretagne par des festivités incluant des œuvres composées à cet effet par les compositeurs les plus en vue de chacun des royaumes : à Paris, Naïs, « Opéra pour la paix » par Jean-Philippe Rameau et à Londres la Music for the Royal Fireworks (Musique pour les feux d'artifice royaux) par Georg Friedrich Haendel.

### Conséquences territoriales du traité (cartographie)

#### États de la péninsule italienne
La convention de Nice prévoit l'exécution du traité d'Aix-La-Chapelle.
Carte des gains territoriaux dans le Nord de l'Italie après le traité d'Aix-La-Chapelle.

#### Provinces-Unies
L'article VI du traité prévoit la restitution aux états généraux des Provinces-Unies des conquêtes territoriales faites par le souverain Louis XV, des places fortes notamment Berg-op-Zoom et Maastricht nommément citées.

#### Pays-Bas autrichiens
L'article VI du traité prévoit la restitution des conquêtes territoriales du roi de France à sa Majesté « l'Impératrice » Reine de Hongrie, conquêtes réalisées dans les Pays-Bas autrichiens.
Cet article prévoit également que les villes et places dans les Pays-Bas, dont la souveraineté appartient à l'impératrice-reine de Hongrie et de Bohême, dans lesquelles les Hautes Puissances (NB : la république des Provinces-Unies) ont le droit de garnison, seront évacuées aux troupes de la République, dans le même espace de temps.
Cet article prévoit encore que toutes les restitutions et cessions des dites villes, forts et places, se feront avec toute l'artillerie et munitions de guerre, qui s'y sont trouvées au jour de leur occupation dans le cours de la guerre, par les puissances qui ont à faire les dites cessions et restitutions, et ce suivant les inventaires qui en ont été faits, ou qui en seront délivrés de bonne foi, de part et d'autre, bien entendu qu'à l'égard des pièces d'artillerie qui ont été transportées ailleurs pour être refondues, ou pour d'autres usages, elles seront remplacées par le même nombre de même calibre, ou poids en métal, bien entendu aussi que les places de Charleroi, Mons, Ath, Oudenaerde et Menin dont on a démoli les ouvrages extérieurs (restitution de la place forte, dans le style propre à Vauban, ingénieur responsable des fortifications au XVIIe siècle, destruction des contre-garde de la fin du XVIIe siècle et du XVIIIe siècle), seront restituées sans artillerie, on n'exigera rien pour les frais et dépenses employés aux fortifications de toutes les autres, ni pour autres ouvrages publics ou particuliers, qui ont été faits dans les pays qui doivent être restitués (ex construction d'écuries…).
Avant de quitter Aix, le comte de Kaunitz (Autriche) et Monsieur du Theil (France) conclurent, le 26 décembre, une convention par laquelle la France s'engagea à évacuer sur le champ les Pays-Bas à l'exception de Mons, Saint-Ghislain, Charleroi et Ath, et le reste du Hainaut, qu'elle devait garder en dépôt jusqu'à ce que la seigneurie d'Arad en Hongrie eût été rendue au duc de Modène, que les capitaux génois placés à la banque de Vienne eussent été restitués… Les termes de l'évacuation furent changés par une nouvelle convention d'exécution, conclue à Bruxelles, le 11 janvier 1749.

### Sources et bibliographie
- Traité de paix entre le Roi, le Roi de la Grande-Bretagne, et les États généraux des Provinces-unies des Pays-Bas, conclu à Aix-la-Chapelle le 18 octobre 1748 ; avec les accessions du Roi Catholique de la Reine de Hongrie et de Bohême, impératrice, du Roi de Sardaigne, du Duc de Modène et de la République de Gênes, Paris, Imprimerie royale, 1750, sur Gallica.
- Albert duc de Broglie, La paix d'Aix-la-Chapelle, Paris, Calmann Lévy, 1892, sur Gallica.
- C.G. De Koch, F. Schoell, Histoire abrégée des traités de paix, entre les puissances de l'Europe depuis la paix de Westphalie, t. 1, Bruxelles, 1837.